# Думнорікс
Думнорікс ( з кельт. "король світу", * бл. 100 - †54 роки до н.е.) - вождь кельтського племені едуїв з 58 до 54 року до н. е., активний учасник Галльської війни.

## Життєпис
Був молодшим братом Дівітіака, володаря едуїв. Втім після поразки останнього у 61 році до н.е. від Аріовіста почав намагатися захопити особисту владу. Це Думноріксу вдалося у 58 році до н.е. Ще раніше у 61 році до н.е. він уклав договір з Оргеторіксом, вождем гельветів, та Кастіком, вождем секванів, про розподіл сфер впливу у Галлії та встановлення панування в ній цих трьох племен. Для зміцнення союзу Думнорікс одружився з донькою Оргеторікса. Втім плани змовників було викрито.
Після того, як Думнорікс став вергобретом ("суддею"), тобто головним вождем едуїв, він розпочав активну підготовку підготовку для боротьби з римлянами, але проводив її таємно. При цьому спонукав гельветів рушати на південь Галлії. З приходом сюди ж Гая Юлія Цезаря Думнорікс постійно робив усе, щоб завадити просуванню римлян вглиб Галлії. Тим не менш Цезар розбив у липні 58 року до н.е. при Бібракте гельветів й рушив далі на південь, де теж досить швидко підкорив кельтські племена. Все це змусило Думнорікса бути обачним. Втім з початком повстань Амбіорікса та Верцингеторикса Думнорікс також вирішив, що його час настав, і виступив проти римлян (54 рік до н.е.). Втім швидко був розбитий та загинув. Вождем едуїв знову став проримськи налаштований Дівітіак.